# Intoxicação por monóxido de carbono
A intoxicação por monóxido de carbono é geralmente o resultado da inalação de uma quantidade excessiva de monóxido de carbono (CO). Os sintomas mais comuns são dores de cabeça, tonturas, fraqueza, vómitos, dor torácica e confusão. A inalação prolongada pode resultar em perda de consciência, arritmias cardíacas, crise epiléptica ou morte. Raramente a pele se apresenta de tonalidade roxa. Entre as sequelas a longo prazo estão o cansaço, problemas de memória e problemas ao nível motor. Em pessoas que inalaram fumo, deve também ser considerada a possibilidade de intoxicação por cianeto.
A intoxicação por monóxido de carbono pode ocorrer de forma acidental ou como tentativa de suicídio. O monóxido de carbono é um gás incolor e inodoro que geralmente não provoca irritação. É produzido pela combustão incompleta de matéria orgânica. A maior parte dos casos de intoxicação tem origem na inalação do monóxido de carbono produzido na combustão de veículos a motor, aquecedores ou equipamento de cozinha alimentados a combustíveis fósseis. Pode ainda ocorrer como resultado da exposição a cloreto de metileno. O monóxido de carbono causa efeitos adversos ao unir-se à hemoglobina para formar carboxiemoglobina (HbCO), impedindo assim o sangue de transportar oxigénio. O diagnóstico tem por base uma quantidade de HbCO no sangue superior a 3% entre não fumadores ou superior a 10% entre fumadores.
Entre as medidas de prevenção estão a instalação de detectores de monóxido de carbono, a ventilação adequada de aparelhos a gás e a limpeza e manutenção de chaminés e sistemas de exaustão de fumos em veículos. O tratamento da intoxicação geralmente consiste na administração de oxigénio a 100% e cuidados de apoio até que os sintomas se deixem de manifestar ou que a quantidade de HbCO no sangue seja inferior a 10%. Embora nos casos mais graves seja usada oxigenoterapia hiperbárica, os benefícios em relação à oxigenoterapia convencional não são claros. O risco de morte entre as pessoas afetadas é de 1% a 30%.
A intoxicação por monóxido de carbono é relativamente comum. Nos Estados Unidos é a causa de mais de 20 000 admissões hospitalares por ano. Em muitos países, é o tipo mais comum de intoxicação potencialmente fatal. Nos Estados Unidos, os casos não relacionados a incêndio são a causa de mais de 400 mortes por ano. As intoxicações são mais frequentes durante o inverno, sobretudo com o uso de geradores portáteis durante falhas de energia. Os efeitos tóxicos do monóxido de carbono são conhecidos desde a Antiguidade. A descoberta de que o monóxido de carbono afeta a hemoglobina foi feita em 1857.

## Causas
O monóxido de carbono é um produto da combustão incompleta de matéria orgânica devido à falta de fornecimento de oxigénio para permitir uma completa oxidação para dióxido de carbono (CO2). Ocorre tanto em ambiente doméstico como industrial devido a motores a combustão, aquecedores e outras máquinas com mecanismos de combustão. A exposição a valores de 100 ppm ou superiores pode colocar em risco a vida humana. Fontes comuns de CO incluem:
- Veículo com motor ligado em garagem pouco ventilada;
- Forno a combustível ou chaminé acesos por muitas horas em casa mal ventilada;
- Respirar a fumaça de um incêndio;
- Fornalha industrial em fábrica mal ventilada.

O CO tem 200-250 vezes mais afinidade pela hemoglobina que oxigênio, expulsando e impedindo o transporte de oxigênio nessas células para o resto do corpo. A falta de oxigênio causa hipoxia tóxica, principalmente nas extremidades.
CO + Hb.Fe.O2 → Hb.Fe.CO + O2

## Sinais e sintomas

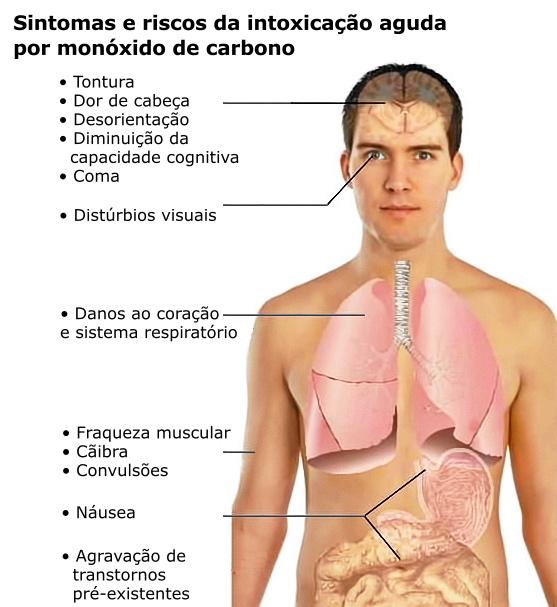
Sintomas e riscos da intoxicação aguda por monóxido de carbono (CO)

Mais de 100ppm (partes por milhão), equivalente a 0,01% do ar respirado, já é suficiente para causar sintomas. Os primeiros sintomas de uma leve intoxicação por monóxido de carbono incluem confusão, cefaleia e náusea. Quanto mais tempo exposto, piores os sintomas. Em doses moderadas (mais de 1,000 ppm [0,1% do ar]) causa coração acelerado (taquicardia), respiração acelerada (taquipneia), vertigens, visão borrosa e sonolência. Exposições intensa (mais de 2,000 ppm [0,2% do ar]) podem causar desmaio e convulsão prolongando a exposição. Eventualmente a toxicidade grave no sistema nervoso central e no coração, possivelmente fatal. Na sequência de uma intoxicação aguda, as sequelas são quase sempre permanentes. O monóxido de carbono pode ter efeitos graves no feto quando inalado pelas grávidas. A exposição crônica a baixos níveis de monóxido de carbono pode conduzir à depressão nervosa, confusão e perda da memória. O monóxido de carbono tem sobretudo efeitos negativos nas pessoas ao combinar-se com a hemoglobina para formar carboxiemoglobina (HbCO) no sangue, o que evita a ligação do oxigénio à hemoglobina pela redução da capacidade de transporte de oxigénio pelo sangue. O efeito grave que tal provoca é a hipóxia, e, além disso, supõe-se que a mioglobina e o citocromo c oxidase mitocondrial sejam fortemente afetados. A carboxiemoglobina pode tornar-se de novo em hemoglobina, mas tal processo demora porque o complexo HbCO é bastante estável.

## Diagnóstico
O diagnóstico é confirmado medindo os níveis de monóxido de carbono no sangue. Isto pode ser determinado medindo a quantidade de carboxiemoglobina em comparação com a quantidade de hemoglobina no sangue. Em uma pessoa média a carboxiemoglobina pode ser até 5%, embora fumantes de cigarro que fumem dois maços por dia podem ter níveis até 10%. Mais de 10% causa sintomas de intoxicação e mais de 30% pode ser fatal.

## Tratamento
O tratamento de intoxicações por monóxido de carbono consiste sobretudo na administração terapêutica de oxigénio puro ou oxigénio hiperbárico, embora o tratamento ideal não seja consensual. O oxigénio age como um antídoto já que aumenta a remoção de monóxido de carbono na hemoglobina, mas também fornece ao corpo níveis normais de oxigénio. A intoxicação por monóxido de carbono pode ser evitada pela adequada ventilação do ambiente e recorrendo-se a um detetor de monóxido de carbono para verificar se os níveis estão abaixo do nível de risco.

## Epidemiologia
As intoxicações por monóxido de carbono constituem um dos mais comuns tipos de envenenamento fatal em vários países. Têm sido usadas como método de suicídio, normalmente pela inalação propositada dos fumos de queima de lareiras ou fogões, ou fumos de escape de gases da combustão em motores de veículos automóveis.
Os automóveis recentes, mesmo com combustão controlada eletronicamente e dispondo de conversores catalíticos, podem ainda assim produzir níveis de monóxido de carbono potencialmente fatais se a vítima estiver numa garagem ou se a saída de fumos de uma lareira ou fogão estiver obstruída (por exemplo, pela neve) e o gás de escape não possa sair normalmente do espaço em causa.
Nos anos 50, a intoxicação por CO era o meio de suicídio mais utilizado. O gás usado na cidade continha 20% de CO, de modo que a exposição a pequenas quantidades já presentava um risco importante de toxicidade.

## História
A primeira descrição da intoxicação por monóxido de carbono data de pelo menos 200 aC por Aristóteles. Casos documentados de monóxido de carbono utilizados como método de suicídio datam desde pelo menos 100 AC na Roma antiga. Por volta do ano 350 DC, o imperador romano Juliano descreveu no seu trabalho Misopogon sua intoxicação por monóxido de carbono em Paris. Sem compreender que a causa era a fumaça, seu sucessor Jovian, morreu por intoxicação por monóxido de carbono.